# Kaiserliche Marine

Bandera de proa de la Kaiserliche Marine, 1903–1919.

Bandera de combat de la Kaiserliche Marine (Reichskriegsflagge en alemany) 1903–1919.

La Kaiserliche Marine (en alemany «Marina Imperial») fou la marina de guerra alemanya creada amb la formació de l'imperi Alemany el 1871. Existí entre 1871 i 1919 i es formà inicialment a partir dels efectius de la marina de guerra prussiana i de la Norddeutsche Bundesmarine (la flota de la Confederació Alemanya del Nord). El kàiser Guillem II l'amplià considerablement, durant la carrera armamentística que precedí la I Guerra Mundial. La flota fou destruïda gairebé totalment pels seus propis oficials i mariners a l'estuari de Scapa Flow el 1919, on havia estat internada després de l'armistici de l'11 de novembre de 1918. Els vaixells de la Kaiserliche Marine rebien el prefix SMS, Seiner Majestät Schiff («vaixell de Sa Majestat»).
La Kaiserliche Marine aconseguí importants avenços operacionals en diferents aspectes de la guerra naval, així com èxits considerables per a una marina relativament jove. Infligí la primera derrota naval important a la Royal Navy en més de 100 anys, a la batalla de Coronel, i aconseguí una victòria tàctica en l'únic gran enfrontament entre ambdues flotes, a la batalla de Jutlàndia. Fou la primera marina a utilitzar submarins a gran escala, de forma sistemàtica i amb èxit (en total n'arribà a disposar de 375).

## Vaixells de guerra de la Kaiserliche Marine
- SMS Scharnhorst
- SMS Emden
- SMS Königsberg